# Utah Mammoth
Die Utah Mammoth (zuvor Utah Hockey Club, abgekürzt Utah HC) sind ein US-amerikanisches Eishockeyfranchise der National Hockey League (NHL) aus Salt Lake City im Bundesstaat Utah, das seit der Saison 2024/25 in der Central Division der Western Conference spielt. Im Juni 2024 war „Utah Hockey Club“ als vorläufiger Name für die Saison 2024/25 bekanntgegeben worden, mitsamt ebenso vorläufigen Farben, Logo und Trikots. Im Mai 2025 wurde dann „Utah Mammoth“ als endgültiger Name verkündet.
Das Team wurde vergleichsweise kurzfristig gegründet, als die Arizona Coyotes ihr operatives Geschäft mit dem Ende der Spielzeit 2023/24 einstellten. Spieler und sonstiges Personal der Coyotes wurden dabei nach Utah übernommen, jedoch handelt es sich formal um ein eigenständiges Expansion Team, da die Coyotes bis 2029 als inaktives Franchise die Möglichkeit hätten, in die NHL zurückzukehren – sofern sie bis dahin eine neue Heimspielstätte hätten.

## Geschichte

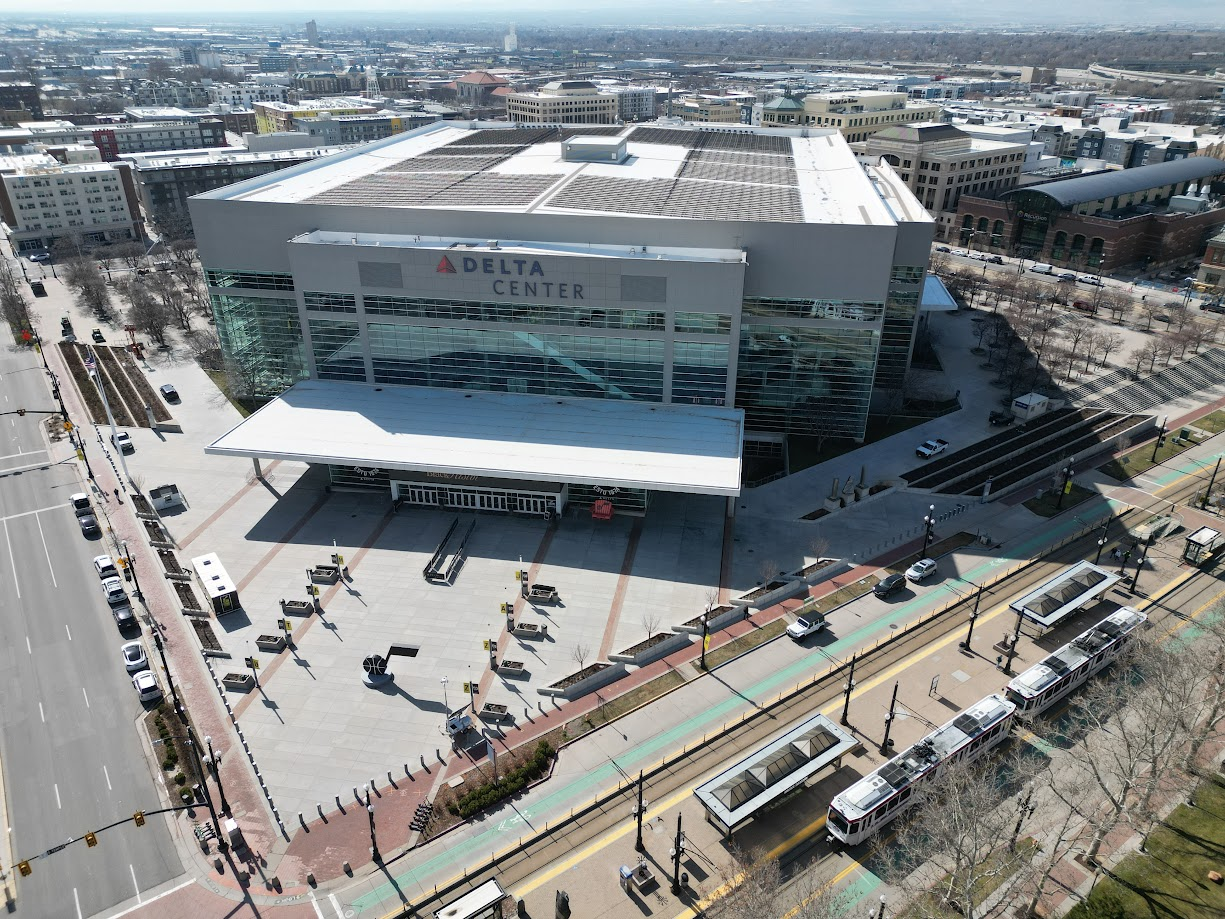
Das Delta Center, Spielstätte des Franchises

### Eishockey in Utah
Die Geschichte des professionellen Eishockeys reicht in Utah bis in das Jahr 1969 zurück, als die Salt Lake Golden Eagles gegründet wurden. Das Team, das zuletzt auch im Delta Center auflief, spielte in seiner 25-jährigen Historie in der Western, Central und International Hockey League (IHL), ehe es 1994 als Detroit Vipers nach Detroit umgesiedelt wurde. Nach nur einem Jahr ohne Profiteam erhielt die Region zur Saison 1995/96 die Utah Grizzlies, die aus Denver umgezogen waren. Die Grizzlies spielten initial ebenfalls in der IHL und wechselten im Jahr 2001 in die American Hockey League (AHL), wo sie noch bis 2005 aktiv waren. Aus den Grizzlies wurden die Lake Erie Monsters, während ein Franchise gleichen Namens den Spielbetrieb in der drittklassigen ECHL aufnahm. Dort sind diese Grizzlies bis heute aktiv und tragen ihre Heimspiele im Maverik Center von West Valley City aus, einem Vorort von Salt Lake City.
Zu erwähnen sind hinsichtlich der Geschichte des Sports in Utah zudem die in Salt Lake City ausgetragenen Olympische Winterspiele 2002, wobei die Eishockeywettkämpfe allerdings in West Lake City und Provo stattfanden.

### Gründung des Teams

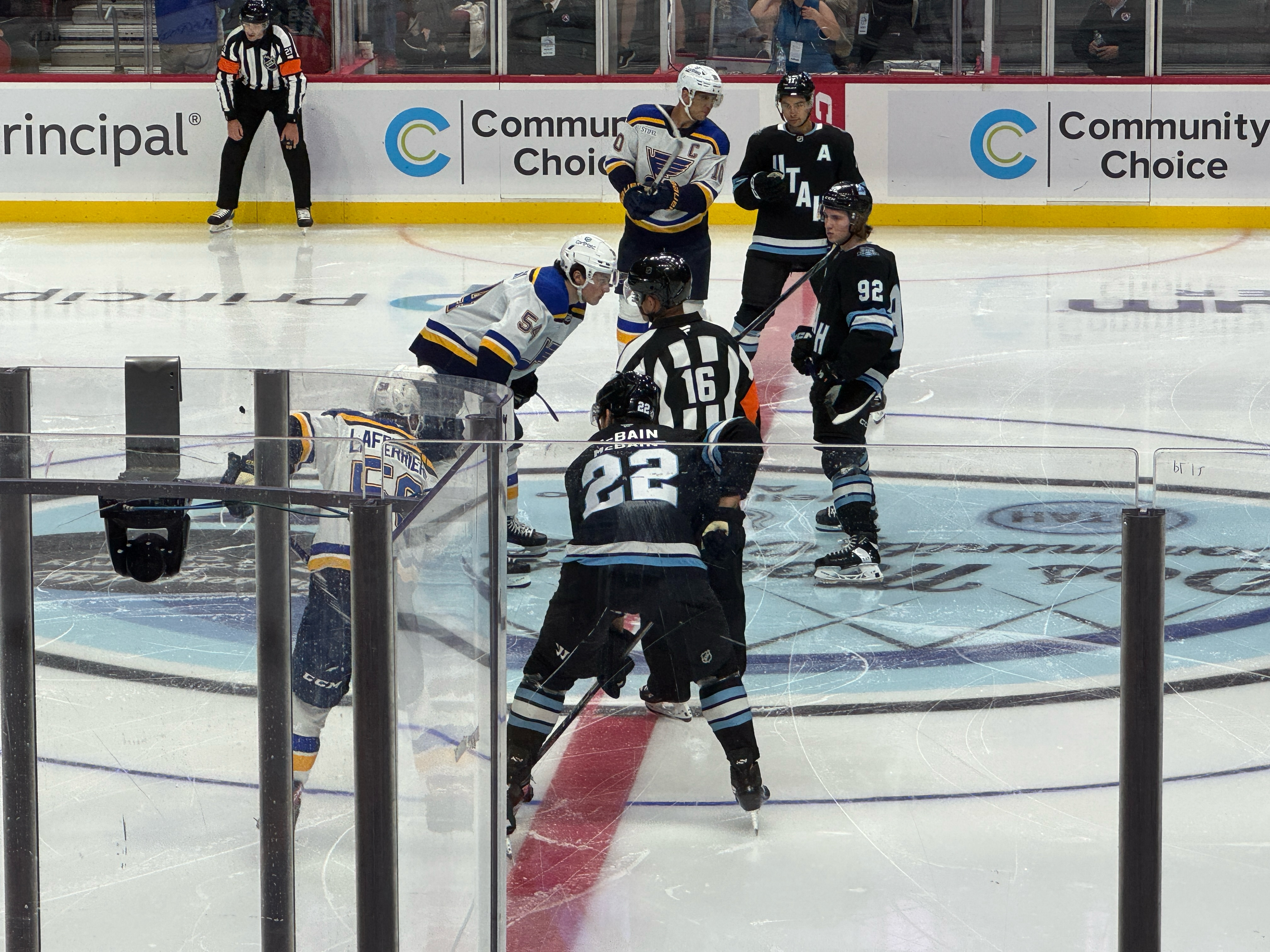
Jack McBain, Logan Cooley und Dylan Guenther bei Utahs erstem Vorbereitungsspiel im September 2024

Gespräche zwischen der späteren Gruppe von Eigentümern und der National Hockey League (NHL), ein Team in Salt Lake City anzusiedeln, wurden mindestens seit 2022 geführt. Im Verlauf wurde zunehmend über einen potentiellen Umzug der Arizona Coyotes berichtet, da diese seit mehreren Jahren erfolglos versuchten, eine neue Heimspielstätte zu finden. Die Gründung des Teams wurde dann allerdings vergleichsweise plötzlich vollzogen, so wurde Mitte April erstmals übereinstimmend davon berichtet und diese bereits am 18. April 2024 offiziell vollzogen, mit dem Beschluss des Verwaltungsrats („Board of Governors“) der NHL.

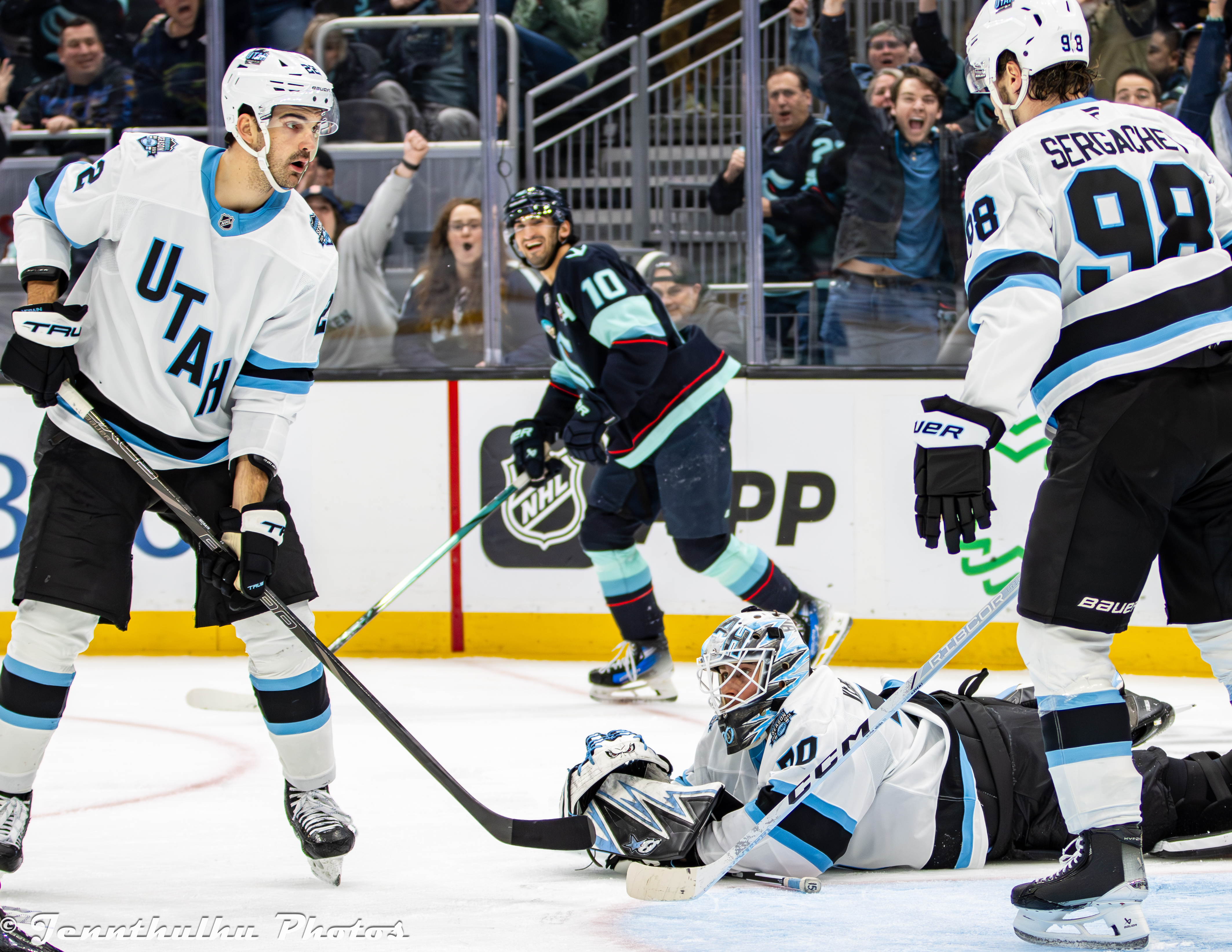
Jack McBain, Karel Vejmelka und Michail Sergatschow im Dezember 2024

Konkret kaufte die NHL dabei das Franchise von Alex Meruelo, Eigentümer der Coyotes, und verkaufte es für 1,2 Milliarden US-Dollar an Ryan Smith, den Eigentümer der Utah Jazz aus der National Basketball Association (NBA). Dort soll das Team fortan, gemeinsam mit den Jazz, im Delta Center auflaufen, wobei eine neue Arena in der Innenstadt in Planung ist. Spieler und weiteres Personal der Coyotes gehen dabei in der neuen Mannschaft auf. Formal allerdings handelt es sich bei diesem Vorgang nicht um eine „Relocation“ im engeren Sinne (wie beispielsweise historisch von Québec nach Colorado), stattdessen erhält Utah ein klassisches Expansion Team, während das Franchise der Coyotes inaktiv ist – vergleichbar am ehesten mit der Historie der Cleveland Browns und Baltimore Ravens der NFL. Dies mit dem Hintergrund, dass Alex Meruelo die Rechte am Franchise für weitere fünf Jahre behält, in denen er eine neue Arena für sein Team bauen oder anderweitig finden kann. Gelingt ihm dies nicht, geht das Franchise dauerhaft an die NHL zurück und stellt somit seinen Betrieb endgültig ein. Dies deutete sich bereits wenig später an, als der Eigentümer der Coyotes bekanntgab, die Suche nach einer neuen Spielstätte nicht mehr aktiv zu verfolgen. Ob die Coyotes samt ihrer Geschichte nun doch im Utah Hockey Club aufgehen, bleibt vorerst unklar.
Im Juni 2024 wurde „Utah Hockey Club“ als vorläufiger Name für die Spielzeit 2024/25 vorgestellt, mitsamt ebenso vorläufigen Farben, Logo und Trikots. Als Teamfarben wurden dabei Schwarz, Weiß und Blau gewählt. Darüber hinaus wurde die zweite Runde einer Fan-Abstimmung für den endgültigen Namen begonnen, die (nach 20 Vorschlägen aus der ersten Runde) aus sechs Finalisten bestand: „Utah Blizzard“, „Utah Hockey Club“ (Utah HC), „Utah Mammoth“, „Utah Outlaws“, „Utah Venom“ und „Utah Yeti“.
Als erster Kapitän des Teams wurde der US-Amerikaner Clayton Keller kurz vor Beginn der Spielzeit 2024/25 vorgestellt. Diese beendete das Team letztlich mit 89 Punkten auf dem sechsten Rang der Central Division, sodass man die Playoffs verpasste. Bester Scorer wurde Clayton Keller mit 90 Punkten. Am Ende der Spielzeit, im Mai 2025, gab das Team seine neue Identität als „Utah Mammoth“ bekannt, inklusive eines neuen Logos, bei unveränderten Farben.

## Spieler

### Kader der Saison 2024/25
Stand: Ende der Saison 2024/25
| Nr. | Nat.               | Spieler             | Pos. | Geburtsdatum       | in Org. seit | Geburtsort                          |
| --- | ------------------ | ------------------- | ---- | ------------------ | ------------ | ----------------------------------- |
| 39  | Kanada             | Connor Ingram       | G    | 31. März 1997      | 2022         | Saskatoon, Saskatchewan, Kanada     |
| 70  | Tschechien         | Karel Vejmelka      | G    | 25. Mai 1996       | 2021         | Třebíč, Tschechien                  |
| 41  | Kanada             | Robert Bortuzzo     | D    | 18. März 1989      | 2024         | Thunder Bay, Ontario, Kanada        |
| 28  | Vereinigte Staaten | Ian Cole            | D    | 21. Februar 1989   | 2024         | Cranbrook, British Columbia, Kanada |
| 50  | Kanada             | Sean Durzi          | D    | 21. Oktober 1998   | 2023         | Mississauga, Ontario, Kanada        |
| 2   | Finnland           | Olli Määttä         | D    | 22. August 1994    | 2024         | Jyväskylä, Finnland                 |
| 6   | Vereinigte Staaten | John Marino         | D    | 21. Mai 1997       | 2024         | North Easton, Massachusetts, USA    |
| 98  | Russland           | Michail Sergatschow | D    | 25. Juni 1998      | 2024         | Nischnekamsk, Russland              |
| 4   | Finnland           | Juuso Välimäki      | D    | 6. Oktober 1998    | 2022         | Tampere, Finnland                   |
| 17  | Vereinigte Staaten | Nick Bjugstad       | C    | 17. Juli 1992      | 2023         | Minneapolis, Minnesota, USA         |
| 53  | Kanada             | Michael Carcone     | LW   | 19. Mai 1996       | 2021         | Ajax, Ontario, Kanada               |
| 92  | Vereinigte Staaten | Logan Cooley        | C    | 4. Mai 2004        | 2023         | Pittsburgh, Pennsylvania, USA       |
| 67  | Kanada             | Lawson Crouse – A   | LW   | 23. Juni 1997      | 2016         | Mount Brydges, Ontario, Kanada      |
| 11  | Kanada             | Dylan Guenther      | C    | 10. April 2003     | 2021         | Edmonton, Alberta, Kanada           |
| 27  | Kanada             | Barrett Hayton      | C    | 9. Juni 2000       | 2018         | Peterborough, Ontario, Kanada       |
| 9   | Vereinigte Staaten | Clayton Keller – C  | C    | 29. Juli 1998      | 2017         | Chesterfield, Missouri, USA         |
| 15  | Kanada             | Alexander Kerfoot   | C    | 11. August 1994    | 2023         | Vancouver, British Columbia, Kanada |
| 63  | Finnland           | Matias Maccelli     | LW   | 14. Oktober 2000   | 2020         | Turku, Finnland                     |
| 22  | Kanada             | Jack McBain         | C    | 6. Januar 2000     | 2022         | Toronto, Ontario, Kanada            |
| 38  | Kanada             | Liam O’Brien        | C    | 29. Juli 1994      | 2021         | Halifax, Nova Scotia, Kanada        |
|     | Deutschland        | John-Jason Peterka  | RW   | 14. Januar 2002    | 2025         | München, Deutschland                |
| 8   | Vereinigte Staaten | Nick Schmaltz       | C    | 23. Februar 1996   | 2018         | Madison, Wisconsin, USA             |
| 82  | Schweden           | Kevin Stenlund      | C    | 20. September 1996 | 2024         | Stockholm, Schweden                 |

### Erstrunden-Wahlrechte im NHL Entry Draft
| Name            | Jahr | Draft-Position |
| Tij Iginla      | 2024 | 6.             |
| Cole Beaudoin   | 2024 | 24.            |
| Caleb Desnoyers | 2025 | 4.             |

In ihrem ersten NHL Entry Draft 2024 wählte der Utah Hockey Club die beiden Kanadier Tij Iginla und Cole Beaudoin an den Positionen 6 und 24 aus. Als Mammoth folgte dann Caleb Desnoyers an vierter Stelle im NHL Entry Draft 2025.